# Multimedia Super Corridor
Situado na Malásia, o Multimedia Super Corridor é um zona governamental, planejada para colocar a Malásia na era da informação. A princípio inclui uma área de aproximadamente 15x50 km² que vai dasPetronas Towers ao Aeroporto Internacional de Kuala Lumpur e também inclui as cidades de Putrajaya e Cyberjaya. O MSC nascida oficialmente em Julho de 1997 por iniciativa do primeiro-ministro malaio, Mahathir bin Mohamad. Mahathir pretendeu seguir o exemplo do famoso "Silicon Valley", a maior e mais famosa concentração de empresas e de crânios da alta tecnologia no mundo, situada no Norte da Califórnia, nos Estados Unidos.
Foi expandido para incluir todo o Vale Klang em 7 de Dezembro de 2006.

## Propósito e Funções
Também conhecido na Malásia como o MSC Malásia, o Multimedia Super Corridor tem como estratégia para atrair empresas a isenção de impostos e facilidades como internet de alta velocidade e proximidade do aeroporto internacional local, Aeroporto Internacional de Kuala Lumpur (KLIA).